# 馬克西姆·列舍特尼科夫
马克西姆·根納季耶維奇·列舍特尼科夫（俄语：Максим Геннадьевич Решетников，1979年7月11日—）是俄罗斯政治家，自2020年1月21日起擔任俄罗斯联邦经济发展部长。此前，他于2017年9月18日至2020年1月21日担任彼尔姆边疆区行政長官。他还是政黨统一俄罗斯最高委员会的成员。
2022年4月7日，澳洲宣佈因其支持非法侵略烏克蘭而制裁列舍特尼科夫。